# 2-а Олексіївка
2-а Олексіївка (рос. 2-я Алексеевка) — присілок в Касторенському районі Курської області Російської Федерації.
Населення становить 25 осіб. Входить до складу муніципального утворення Краснодолинська сільрада.

## Історія
Населений пункт розташований на території українського етнічного та культурного краю Східна Слобожанщина.
Від 2004 року входить до складу муніципального утворення Краснодолинська сільрада.

## Населення
| 2002 | 2010 |
| ---- | ---- |
| 69   | ↘25  |